# Wischroda
Wischroda ist ein Ortsteil der Gemeinde An der Poststraße im Burgenlandkreis in Sachsen-Anhalt.

## Geografie

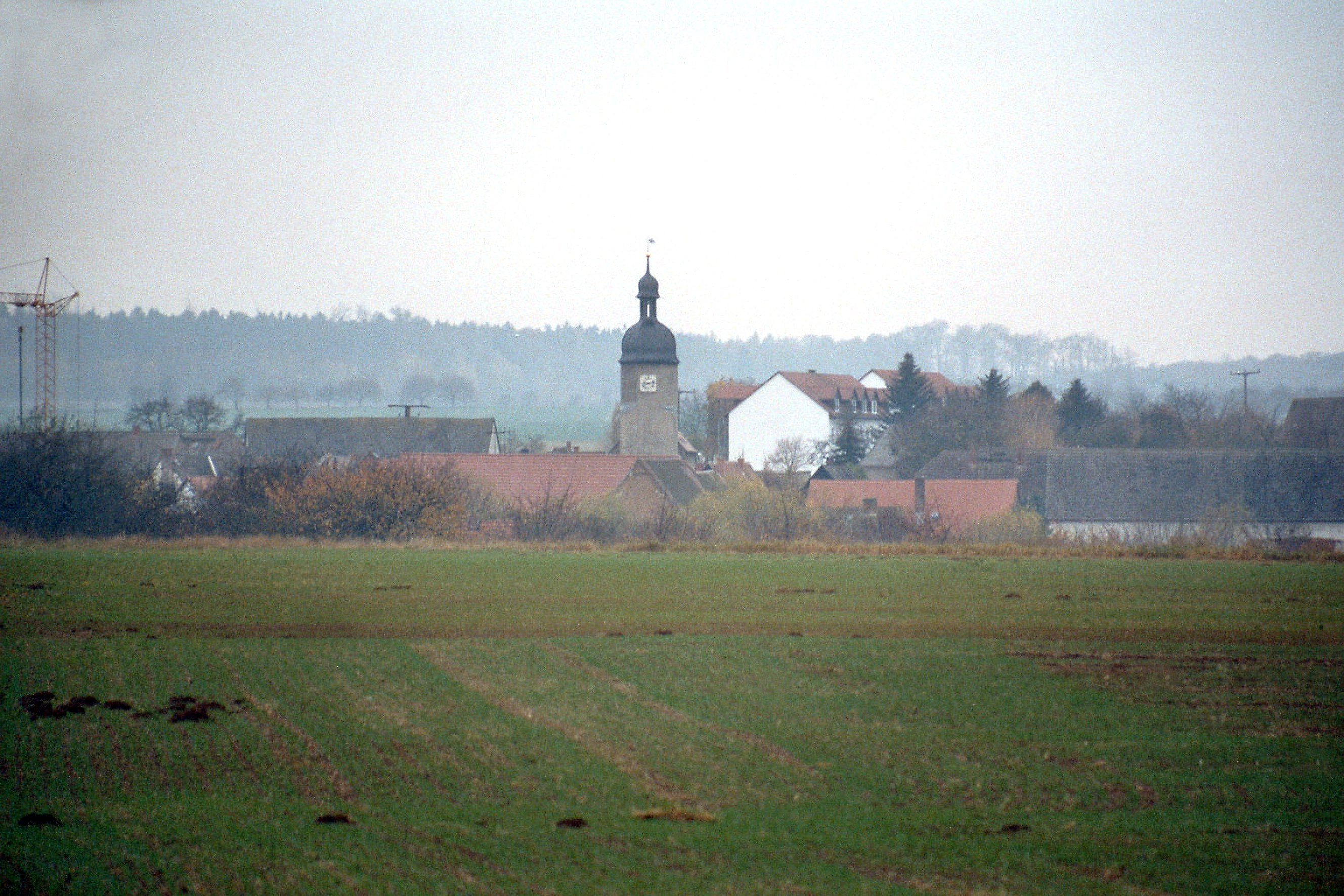
Ortsansicht

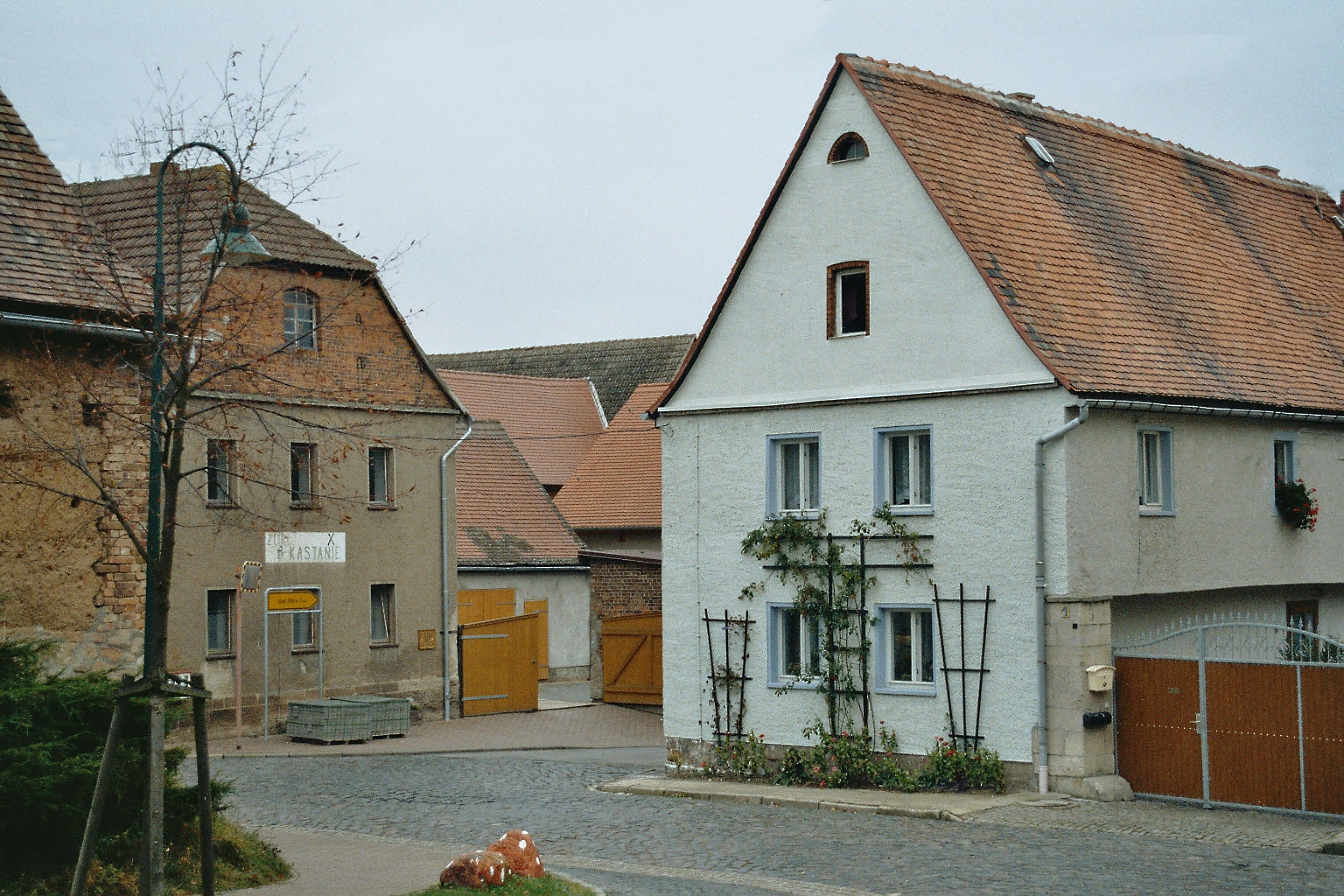
Ortsbild

Wischroda liegt zwischen Weimar und Halle (Saale). Zu Wischroda gehörten die Ortsteile Braunsroda, Frankroda und Schimmel.

## Geschichte
Erstmals wurde Wischroda im Jahr 1004 urkundlich erwähnt. 
Am 1. Juli 1950 wurden die bis dahin eigenständigen Gemeinden Braunroda, Frankroda und Schimmel eingegliedert.
Am 1. Juli 2009 wurde Wischroda in die neue Gemeinde An der Poststraße eingegliedert. Die letzte Bürgermeisterin war Ingrid Hesse.

## Sehenswürdigkeiten
- Kirche St. Jakobus mit einem romanischen Türbogenfeld

## Verkehr
Östlich des Ortes verläuft die Bundesstraße 250, die von Eckartsberga nach Bad Bibra führt.